# Jocs Mediterranis de 2022
Els XIX Jocs Mediterranis, coneguts normalment com a Jocs Mediterranis d'Orà 2021, s'havien de celebrar el 2021 a la ciutat algeriana d'Orà. La decisió es va anunciar el 27 d'agost de 2015 a la ciutat italiana de Pescara, on s'havia reunit el Comité International dels Jocs Méditerranis (COI).
Com a conseqüència de la pandèmia del COVID, els Jocs s'han retardat un any i es celebren del 25 de juny al 6 de juliol de 2022. Es mantenen la seu, Orà, i les 244 proves programades.
Els Jocs Mediterranis són una competició de caràcter poliesportiu que s'organitza en el marc del moviment olímpic i amb el reconeixement del Comitè Olímpic Internacional (COI). Estan classificats dins dels anomenats Jocs Regionals i els conformen els països que envolten el mar Mediterrani. Se celebren cada quatre anys. La primera edició va tenir lloc l'any 1951 a Alexandria, Egipte, de la mà de Mohamed Taher Pacha i des d'aleshores s'han organitzat 17 edicions dels Jocs i està programada tarragona pel 2017. L'any 1975 es van celebrar a Alger. Orà serà la segona ciutat algeriana que organitza uns Jocs Mediterranis.

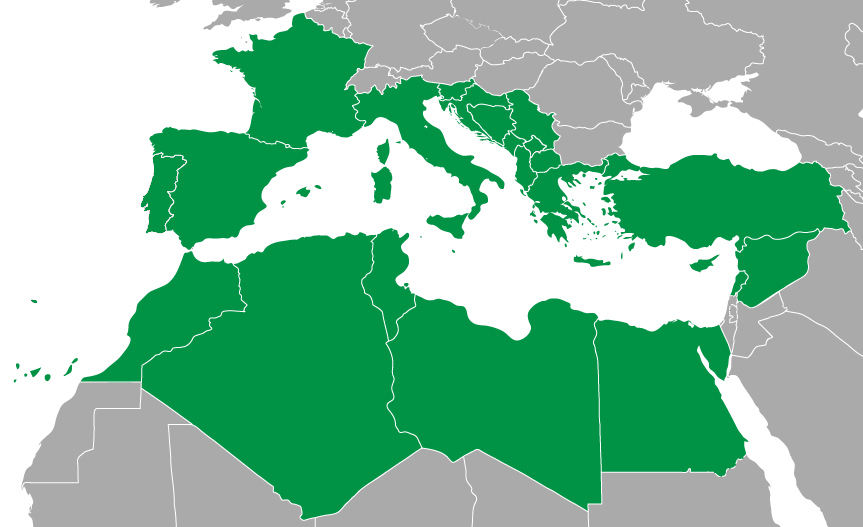
Països participants

## Candidatures
- Orà,
- Sfax,
- Mostar,
- Dubrovnik,
- Kotor,

## Orà 2021. El projecte.

### La candidatura
Va ser l'any 2007 quan Tarragona va prendre la decisió d'optar a l'organització dels Jocs Mediterranis. La proposta va ser aprovada i recolzada pel Ple de l'Ajuntament de Tarragona, el Comitè Olímpic Espanyol, el Consell de Govern de la Generalitat de Catalunya, el Parlament de Catalunya, les dues cambres de representació política de l'Estat espanyol, el Senat, el Congrés dels Diputats i el Consell de Ministres del Govern espanyol.
Durant els anys de preparació de la candidatura s'hi van adherir més de 37 municipis. També les entitats esportives, culturals i socials s'hi van pronunciar a favor de donar-li suport incondicional.
Tarragona va presentar un dossier de candidatura dels Jocs on figurava una exhaustiva proposta organitzativa. Aquest dossier va servir per defensar la candidatura de Tarragona a la ciutat turca de Mersin, on es van celebrar els darrers Jocs Mediterranis.
Finalment, no va ser fins al 27 d'agost de 2015 quan en sessió del Comitè Internacional dels Jocs Mediterranis (CIJM) a Pescara, Orà va ser escollida com a seu dels XIX Jocs Mediterranis del 2021.

### Països participants
La participació en uns Jocs Mediterranis s'estableix a través dels comitès olímpics de cadascun dels països membres que conformen el Comitè Internacional dels Jocs Mediterranis
En la XVIII edició dels Jocs Mediterranis, participaran vint-i-quatre països:
- Àfrica: Algèria, Egipte, Líbia, Marroc i Tunísia.
- Àsia: Líban i Síria.
- Europa: Albània, Andorra, Bòsnia i Hercegovina, Croàcia, Eslovènia, Espanya, França, Grècia, Itàlia, Macedònia del Nord, Malta, Mònaco, Montenegro, República de Sèrbia, Sant Marino, Turquia i Xipre.

| Àfrica  | Àsia  | Europa               |
| ------- | ----- | -------------------- |
| Algèria | Líban | Albània              |
| Egipte  | Síria | Andorra              |
| Líbia   |       | Bòsnia i Hercegovina |
| Marroc  |       | Croàcia              |
| Tunísia |       | Eslovènia            |
|         |       | Espanya              |
|         |       | França               |
|         |       | Grècia               |
|         |       | Itàlia               |
|         |       | Macedònia del Nord   |
|         |       | Malta                |
|         |       | Mònaco               |
|         |       | Montenegro           |
|         |       | Sèrbia               |
|         |       | San Marino           |
|         |       | Turquia              |
|         |       | Xipre                |

### Seus i disciplines
Els Jocs Mediterranis Orà 2021 se celebraran en tot el departement d'Orà. En total es realitzaran 36 disciplines esportives i més de 200 proves repartides entre els municipis seu.
Els Jocs en els deu dies de competició portaran a Orà i el seu territori:
- 4.000 esportistes de 24 nacionalitats diferents.
- 1.000 jutges i representants de les federacions internacionals i Comitè Internacional dels Jocs.
- 1.000 periodistes d'arreu del món.
- 3.500 voluntaris per cobrir les necessitats d'organització.
- Més de 150.000 espectadors.

L'estructura organitzativa també tindrà una repercussió en l'àmbit laboral local:
- Més de 3.000 llocs de treball indirectes.
- 70 – 80 professionals directes en l'estructura organitzativa dels Jocs.